# 박보균
박보균(朴普均, 1954년 1월 24일~)은 대한민국의 기자였고, 윤석열 정부의 문화체육관광부 장관이다.

## 학력
- 경동고등학교
- 고려대학교 정경대학 정치학과 학사

## 경력
- 1981: 중앙일보 편집국 사회부 기자
- 1995: 중앙일보 정치부 차장
- 1999.6: 중앙일보 편집국 정치부 부장
- 2001.7: 중앙일보 논설위원
- 2004.1: 중앙일보 편집국 부국장 (정치·국제 담당)
- 2005.7: 중앙일보 편집국 부국장 (정치·기획 담당)
- 2006.1: 중앙일보 편집국장
- 2007.12: 중앙일보 정치분야 대기자
- 2008.1: 중앙일보 이사대우
- 2009.8: 중앙일보 편집인 겸 제작총괄 상무
- 2011.2~2013: 한국신문방송편집인협회장
- 2011~2013: 서울평화상심사위원회 위원
- 2011.3~2013: 한국신문윤리위원회 이사
- 2011~2013: FTA국내대책위원회 민간위원
- 2011.8~2020: 중앙일보 대기자 겸 칼럼니스트
- 2013.12: 중앙일보 전무
- 2014.12: 중앙일보 부사장대우
- 2015: 경찰대학교 발전자문위원회 자문위원
- 2022.3~2022.5: 제20대 대통령직인수위원회 특별고문
- 2022.5 ~2023.10: 문화체육관광부 장관
- 2022.5 ~2023.10: 대통령 직속 국가지식재산위원회 당연직 위원
- 2022.7 ~2023.10: 국민통합위원회 당연직 위원
- 2023.7 ~2023.10: 대통령 직속 지방시대위원회 당연직위원
- 2025.4 ~2025.5: 국민의힘 김문수 제21대 대통령 선거 경선후보 문수 대통 김문수 승리캠프 문화정책고문

## 수상
1990년대 노태우·김영삼·김종필 3인이 작성한 내각제 개헌추진 비밀 각서를 특종 보도해 관훈언론상과 한국기자상 등을 받았다.
미국 워싱턴에 있는 대한제국 공사관의 재매입 공적으로 2013년 국민훈장 모란장을 수상했다.